# Кнышов, Геннадий Васильевич
Генна́дий Васи́льевич Кнышо́в (укр. Геннадій Васильович Книшов; 6 августа 1934 — 1 ноября 2015) — директор Института сердечно-сосудистой хирургии имени Н. М. Амосова, доктор медицинских наук.
Доктор медицинских наук (1975), профессор (1984), академик Национальной академии наук Украины (Отделение молекулярной биологии, биохимии, экспериментальной и клинической физиологии, май 2006), академик Академии медицинских наук Украины (хирургия, март 1994), академик Российской академии медицинских наук; Институт сердечно-сосудистой хирургии им. Н. Амосова АМНУ, директор (с 1988), заведующий отделом рентгенохирургических методов лечения острокоронарной недостаточности (с 1993); заведующий кафедрой сердечно-сосудистой хирургии Национальной медицинской академии последипломного образования им. П. Шупика (с 1992); член Комитета по Государственным премиям Украины в области науки и техники (с марта 1997); член Комиссии государственных наград и геральдики (с апреля 2005). Герой Украины (2004).

## Биография
Родился 6 августа 1934 (г. Дебальцево, Донецкая область, УССР);
Окончил Дебальцевскую среднюю школу № 3.
Выполнил свыше 5000 операций на сердце. Автор около 400 научных работ, в частности соавтор учебника «Госпитальнаяа хирургия» (1999), 6 монографий, в частности: «Кибернетика сердечной хирургии» (1984), «Приобретенные пороки сердца» (1997), «Сердечная недостаточность» (2000), «Кровеносные сосуды, ренин-ангиотензиновая система и артериальные гепертензии» (2000), 12 изобретений.
Подготовил 21 кандидата и 10 докторов наук.
Президент Ассоциации сердечно-сосудистых хирургов Украины (1991), глава Экспертного совета по хирургическим болезням ВАК Украины (1993—1998), член Европейской ассоциации сердечно-торакальных хирургов (1960), член Американской ассоциации торакальных хирургов (1993).
Умер 1 ноября 2015 года после тяжелой болезни. Похоронен на центральной аллее Байкового кладбища (участок № 52).

### Образование
- Донецкий медицинский институт, лечебный факультет (1952—1958).
- Кандидатская диссертация «Хирургическая тактика замитрального стеноза, осложненного тромбозом левого предсердия» (1965).
- Докторская диссертация «Протезирование митрального клапана при приобретенной недостаточности».

### Трудовая деятельность
- 1958—1962 — врач-хирург, Донецкая областная клиническая больница.
- 1962—1965 — аспирант клиники сердечной хирургии, Киевский НИИ туберкулеза и грудной хирургии.
- 1965—1971 — младший научный сотрудник, старший научный сотрудник, 1971—1979 — руководитель отделения приобретенных пороков сердца, 1979 — руководитель отделения коронарной недостаточности, 1979—1980 — руководитель отделения хирургического лечения заболеваний сердца и сосудов, 1980—1983 — заместитель директора по научной части, Киевский НИИ туберкулеза и грудной хирургии.
- 1983—1988 — заместитель директора по научной части Киевского НИИ сердечно-сосудистой хирургии.
- 1988—2015 — директор института сердечно-сосудистой хирургии им. Н.М. Амосова.

### Семья
- Отец — Василий Федотович (1902—1993).
- Мать — Клавдия Павловна (1908—1995).
- Жена — Алла Иосифовна (1936-2019).
- Дети — дочь Наталья (род. 1958).
- Внуки — Кирилл (род. 1987) и Андрей (род. 1990).

## Награды и отличия
- Герой Украины (с вручением ордена Державы, 10.11.2004 — за значительные особые заслуги перед Украинским государством в развитии медицинской науки, создание национальной научной кардиохирургической школы, многолетний самоотверженный труд).
- Орден князя Ярослава Мудрого V степени (05.1999) и IV степени (04.2008).
- Орден «Знак Почёта»
- Медаль «В память 1500-летия Киева»
- Лауреат Государственной премии Украины в области науки и техники (1988, 2005).
- Член-корреспондент Академии наук Украины (1992).
- Заслуженный деятель науки и техники Украины (1994).